# Atholus falli
Atholus falli är en skalbaggsart som först beskrevs av Heinrich Bickhardt 1912.  Atholus falli ingår i släktet Atholus och familjen stumpbaggar. Inga underarter finns listade i Catalogue of Life.